# Alan Paton Award
Der Alan Paton Award ist ein südafrikanischer Literaturpreis. 
Der Alan Paton Nonfiction Award wird von der Zeitung Sunday Times seit 1989 für Sachbücher verliehen. Er ist mit dem seit 2001 zusätzlich verliehenen The Sunday Times Fiction Prize für Belletristik (seit 2015: Barry Ronge Fiction Prize) Teil der The Sunday Times Literary Awards. Der Preis ist nach dem südafrikanischen Schriftsteller Alan Paton benannt. Er gilt als der bedeutendste Literaturpreis der Republik Südafrika.
Die Werke müssen von einem Südafrikaner oder einem Ausländer, der mindestens drei Jahre in Südafrika gelebt hat, verfasst und sollten in Englisch geschrieben worden sein. Bei Übersetzungen ins Englische wird der Preis zwischen Autor und Übersetzer geteilt. Vorschläge werden von den südafrikanischen Verlegern und Herausgebern eingereicht, der Gewinner wird durch eine von der Sunday Times berufene Jury bestimmt.

## Dotation
Der erste Award war mit 15.000 Rand dotiert; seit 2015 beträgt die Preissumme für den Gewinner jedes Awards jeweils 100.000 Rand. 1992 gewann mit dem Briten Thomas Pakenham zum ersten Mal ein Ausländer den Preis.

## Alan Paton Award
Gewinner
- 1989: Marq De Villiers für White Tribe Dreaming
- 1990: Jeff Peires für The Dead Will Arise
- 1991: Albie Sachs für Soft Vengeance of a Freedom Fighter
- 1992: Thomas Pakenham für Scramble for Africa
- 1993: Tim Couzens für Tramp Royal
- 1994: Breyten Breytenbach für Return to Paradise
- 1995: Nelson Mandela für Long Walk to Freedom
- 1996: Margaret McCord für The Calling of Katie Makanya
- 1997: Charles van Onselen für The Seed is Mine
- 1998: John Reader für Africa: A Biography of a Continent
- 1999: gemeinsam verliehen an:

- Antjie Krog für Country of My Skull
- Stephen Clingman für Bram Fischer: Afrikaner Revolutionary

- 2000: Anthony Sampson für Mandela: The Authorised Biography
- 2001: Henk van Woerden für A Mouthful of Glass
- 2002: Jonathan Kaplan für The Dressing Station
- 2003: Jonny Steinberg für Midlands
- 2004: Pumla Gobodo-Madikizela für A Human Being Died That Night
- 2005: Jonny Steinberg für The Number
- 2006: gemeinsam verliehen an:

- Edwin Cameron für Witness to AIDS
- Adam Levin für AidSafari

- 2007: Ivan Vladislavić für Portrait with Keys: The City of Johannesburg Unlocked
- 2008: Mark Gevisser für Thabo Mbeki: The Dream Deferred
- 2009: Peter Harris für In a Different Time
- 2010: Albie Sachs für The Strange Alchemy of Life and Law
- 2011: Ronnie Kasrils für The Unlikely Secret Agent
- 2012: Hugh Lewin für Stones Against the Mirror[1]
- 2013: Redi Tlhabi für Endings and Beginnings[2]
- 2014: Max du Preez für A Rumour of Spring: South Africa after 20 Years of Democracy
- 2015: Jacob Dlamini für Askari: A Story of Collaboration and Betrayal in the Anti-Apartheid Struggle
- 2016: Pumla Dineo Gqola für Rape: A South African Nightmare
- 2017: Greg Marinovich für Murder at Small Koppie: The Real Story of the Marikana Massacre
- 2018: Bongani Ngqulunga für The Man Who Founded the ANC: A Biography of Pixley ka Isaka Seme
- 2019: Terry Kurgan für Everyone is Present: Essays on Photography, Family and Memory

## The Sunday Times Fiction Prize
Gewinner
- 2001: Zakes Mda für The Heart of Redness
- 2002: Ivan Vladislavić für The Restless Supermarket
- 2003: André Brink für The Other Side of Silence
- 2004: Rayda Jacobs für Confessions of a Gambler
- 2005: Justin Cartwright für The Promise of Happiness
- 2006: Andrew Brown für Coldsleep Lullaby
- 2007: Marlene van Niekerk für Agaat
- 2008: Ceridwen Dovey für Blood Kin
- 2009: Anne Landsman für The Rowing Lesson
- 2010: Imraan Coovadia für High Low In-between
- 2011: Sifiso Mzobe für Young Blood
- 2012: Michiel Heyns für Lost Ground[1]
- 2013: Karen Jayes für For the Mercy of Water[3]
- 2014: Claire Robertson für The Spiral House

### Barry Ronge Fiction Prize
- 2015: Damon Galgut für Arctic Summer
- 2016: Nkosinathi Sithole für Hunger Eats a Man
- 2017: Zakes Mda für Little Suns
- 2018: Harry Kalmer für A Thousand Tales of Johannesburg
- 2019: Siphiwe Ndlovu für The Theory of Flight